# Prix Sydney de la paix
Le prix Sydney de la paix est décerné par la Fondation Sydney Peace, un organisme sans but lucratif associé à l'Université de Sydney dont le fondateur est Stuart Rees (en). Le principal objectif est de permettre aux gens de tous les horizons d'adopter des habitudes de vie plus pacifiques en accord avec la moralité. La ville de Sydney est un des principaux contributeurs financiers de ce prix.
Chaque année, durant plus de trois mois, le jury du prix Sydney de la paix - comprenant sept personnes qui représentent, les médias, les milieux académique, communautaire et entrepreneurial - évalue le bien-fondé des efforts déployés par les nommés pour promouvoir la paix et la justice. Il est attribué à une organisation ou un individu :
- qui a apporté une contribution significative à la paix mondiale, y compris l'amélioration de la sécurité personnelle et favorisé l'éradication de la pauvreté et d'autres formes de violence structurelle,
- dont le rôle et les responsabilités permettent au destinataire d'utiliser le prix pour faire avancer la cause de la paix et la justice,
- dont le travail illustre la philosophie et les principes de la non-violence.

## Récipiendaires
- 1998 – Muhammad Yunus
- 1999 – Desmond Tutu
- 2000 – Xanana Gusmão
- 2001 – William Deane[3]
- 2002 – Mary Robinson
- 2003 – Hanan Ashrawi
- 2004 – Arundhati Roy
- 2005 – Olara Otunnu
- 2006 – Irene Khan
- 2007 – Hans Blix
- 2008 – Patrick Dodson
- 2009 – John Pilger
- 2010 – Vandana Shiva
- 2011 – Noam Chomsky
- 2012 – Sekai Holland[4]
- 2013 – Cynthia Maung[5],
- 2014 – Julian Burnside[6],[7]
- 2015 – George Gittoes[8]
- 2016 – Naomi Klein[9]
- 2017 – Black Lives Matter, Mouvement militant afro-américain qui se mobilise contre la violence ainsi que le racisme systémique envers les Noirs.
- 2018 – Joseph E. Stiglitz, Économiste americain, lauréat du « prix Nobel » d'économie
- 2019 – Tarana Burke et Tracey Spicer[10]
- 2021–2022 – The Uluru Statement from the Heart[11]
- 2023 – Nazanin Boniadi, actrice et activiste britannique[12]